# USS Sable (IX-81)
USS Sable (IX-81) byla cvičná letadlová loď Námořnictva Spojených států, která působila ve službě v letech 1943–1945. Původně se jednalo o vyhlídkový parník Greater Buffalo z roku 1924.

## Historie
Vznikla přestavbou vyhlídkového kolesového parníku Greater Buffalo společnosti Detroit and Cleveland Navigation Company. Toto plavidlo postavila v roce 1924 loděnice American Ship Building Company v Lorain v Ohiu a přepravovalo cestující na Velkých jezerech. Americké námořnictvo jej získalo 7. srpna 1942 a zařadilo jej mezi ostatní nezařazené pomocné lodě s označením IX-81, jméno Sable obdržel v září toho roku. Na přelomu let 1942 a 1943 probíhala jeho přestavba na cvičnou letadlovou loď, která byla do služby zařazena 8. května 1943. Začala sloužit pro nacvičování vzletů a přistání na Velkých jezerech, čímž doplnila svoji sesterskou loď USS Wolverine z předchozího roku. Po ukončení druhé světové války v roce 1945 se Sable stal nepotřebným a k 7. listopadu 1945 byl vyřazen ze služby. Loď zůstala odstavena, až nakonec byla 7. července 1948 odprodána k sešrotování.